# كلاوديو بيغالي
كلاوديو بيغالي (بالإيطالية: Claudio Bigagli)‏ (و. 1955  م) هو مخرج أفلام، وكاتب سيناريو، وممثل مسرحي، وممثل أفلام إيطالي، ولد في مونتالي.

## التعليم
تعلم في أكاديمية سيلفيو داميكو الوطنية للفنون المسرحية ‏
.

## وصلات خارجية
- كلاوديو بيغالي على موقع IMDb (الإنجليزية)
- كلاوديو بيغالي على موقع ألو سيني (الفرنسية)
- كلاوديو بيغالي على موقع أول موفي (الإنجليزية)
- كلاوديو بيغالي على موقع قاعدة بيانات الأفلام السويدية (السويدية)
- كلاوديو بيغالي على موقع قاعدة بيانات الفيلم (الإنجليزية)
- كلاوديو بيغالي على موقع كينوبويسك (الروسية)